# EQ Волопаса
EQ Волопаса (лат. EQ Boötis), HD 131317 — кратная звезда в созвездии Волопаса на расстоянии (вычисленном из значения параллакса) приблизительно 345 световых лет (около 106 парсеков) от Солнца. Видимая звёздная величина звезды — от +9,2m до +8,8m. Возраст звезды определён как около 2 млрд лет*.
Пара первого и второго компонентов — двойная затменная переменная звезда типа Алголя (EA). Орбитальный период — около 5,4354 суток.

## Характеристики
Первый компонент (CCDM J14524+1757A) — жёлто-белая звезда спектрального класса G5, или F7V*. Видимая звёздная величина звезды — +9m. Масса — около 1,15 солнечной, радиус — около 1,19 солнечного, светимость — около 1,45 солнечной. Эффективная температура — около 6120 K*.
Второй компонент (CCDM J14524+1757B) — жёлтый карлик спектрального класса G0V*. Видимая звёздная величина звезды — +9,5m. Масса — около 1,05 солнечной, радиус — около 1,03 солнечного, светимость — около 1,04 солнечной. Эффективная температура — около 5980 K*. Удалён на 1 угловую секунду.
Третий компонент — жёлтый карлик спектрального класса G0V*. Масса — около 1,11 солнечной, радиус — около 1,16 солнечного, светимость — около 1,26 солнечной. Эффективная температура — около 5940 K*.
Четвёртый компонент — коричневый карлик. Масса — около 16,55 юпитерианских. Удалён на 1,631 а.е..